# Mesochorus vitticollis
Mesochorus vitticollis là một loài tò vò trong họ Ichneumonidae.